# Guadalupe Albi
Guadalupe Albi Romero (Valladolid, 1938-20 de julio de 2010) fue una investigadora, historiadora y catedrática de Historia de América española. En 2020, fue incluida dentro del proyecto “Mujeres Investigadoras en los Archivos Estatales (1900-1970)” para la descripción archivística y creación de un micrositio específico en el Portal de Archivos Españoles (PARES).

## Trayectoria
Albi fue alumna del historiador y catedrático hispano-alemán, Enrique Otte. Centró posteriormente sus investigaciones (1970-2004) en el área de conocimiento Historia de la ciencia en la Edad Media, concretamente en temas de Medicina y Cirugía medievales y en la Ilustración. Trabajó en varios proyectos de investigación, tesis y publicaciones en la Universidad de Valladolid, entre 1992 y 2003.
Es autora de numerosas publicaciones y artículos.Además, colaboró en la edición de varias obras colaborativas y artículos, como "Cartas privadas de emigrantes a Indias, 1540-1616" (con la colaboración de Enrique Otte; prólogo, Ramón Carande y Thovar, Consejería de Cultura 1988).
Falleció en Valladolid en 2010.

## Obra
- 1982 –El protomedicato en la España ilustrada-catálogo de documentos del Archivo General de Simancas. Editorial: Valladolid: Universidad, Secretariado de Publicaciones. ISBN 84-600-2789-9.
- 1988 – Lanfranco de Milán en España estudio y edición de la Magna Chirurgia en traducción castellana medieval. Editorial: Valladolid: Caja de Ahorros y Monte de Piedad. ISBN 84-7762-052-0.
- 2001 – Lorenzo Alderete y la medicina renacentista. Editorial: Valladolid: Universidad de Valladolid. ISBN 84-600-9623-8.
- 2003 – Lorenzo Alderete y el avicenismo en la Universidad de Salamanca. Editorial  Valladolid: Universidad de Valladolid. ISBN 84-600-9873-7.

## Reconocimientos
En 2020, fue incluida dentro del proyecto “Mujeres Investigadoras en los Archivos Estatales (1900-1970)” para la descripción archivística y creación de un micrositio específico en el Portal de Archivos Españoles (PARES), desarrollado entre 2020-2023. Este proyecto ha sido impulsado por la Subdirección General de Archivos Estatales, con el objetivo visibilizar la labor de investigación realizada en España por las mujeres en el intervalo 1900-1970 partiendo de los registros documentales que se conservan en los Archivos de Gestión de los AAEE del Ministerio de Cultura (el Archivo Histórico Nacional, el Archivo de la Corona de Aragón, el Archivo General de Simancas, el Archivo General de Indias, el Archivo de la Real Chancillería de Valladolid, el Archivo General de la Administración y el Centro de Información Documental de Archivos).